# Decca Records
Decca Records je britské hudební vydavatelství založené v roce 1929 Edwardem Lewisem. Jeho vlastníkem je společnost Universal Music Group. Mezi umělce, kteří u tohoto vydavatelství vydávali své nahrávky, patří Thin Lizzy, The Rolling Stones, Annie Lennox, The Who, Billie Holiday a mnoho dalších.